# 心霊調査室OFFICE麗
『心霊調査室OFFICE麗』（しんれいちょうさしつオフィスれい）は、原作：宮塢さなえ、作画：野々村秀樹による日本の漫画作品。『週刊少年マガジン』、後に『マガジンSPECIAL』（共に講談社）に連載された。単行本は全12巻。

## 概要
大きく分けて『週刊少年マガジン』に連載された第一部と、その後『マガジンSPECIAL』に連載された第二部に分かれる。第一部では主人公の祐太と、美麗、理香、えみるの美女三姉妹が依頼によってさまざまな敵を倒していくコメディタッチのオカルトホラー漫画（第3巻まで）。その後、作者の過労により掲載紙が『マガジンSPECIAL』に移動して第二部になる。第二部では主人公がえみるに交代して、謎の組織フアンとえみると祐太が戦うシリアスなドラマになり、第一部の軽い雰囲気とはうって変わって起伏の激しいストーリーと化しており、クライマックスでは相当の盛り上がりを見せる。
少年漫画という事ではあるが、ヒロイン3人とも巨乳であり、お色気シーンがよく出てくる。

## 登場人物
声優はドラマCD版のもの。
宮城祐太（みやぎ ゆうた）
声優：上田祐司
物語開始時は、高校2年生。両親が死んで天涯孤独になったところへ美麗、理香、えみるの3人が引っ越してきて、楽しくつらい同居生活が始まる。初めは霊に対して素人で3人の足を引っ張るが、だんだんたくましさを身につけていく。
煌美麗（こう みれい）
声優：佐久間レイ
祐太のところにいきなり押しかけてきた謎の美女。一応、祐太の血のつながっていない姉にあたるらしい（詳細は後に明らかになる）。表面上はおっとりしているが、奥には強い意志が垣間見える。PK（念力）が使える。
巴理香（ともえ りか）
声優：根谷美智子
色っぽいお姉さんキャラで、宮城祐太によく逆セクハラをする。家では下着同然の格好で過ごしている。エクソシスト。
諏訪えみる（すわ えみる）
声優：宮村優子
第二部では実質的な主人公になる少女。3人の中では年齢も近いせいか、一番祐太と打ち解けている。痴漢の霊に胸を揉まれてしまう程霊感が強く、レトロコグニションが使えるが、能力のせいで異常視されてきた暗い過去を持つ。